# Health Maintenance Organization
Health Maintenance Organization (HMO) bezeichnet eine private Sonderform eines bestimmten Krankenversicherungs- und Versorgungsmodells, die sich seit etwa 1910 in den USA entwickelt hat. HMOs werden nach dem Health Maintenance Organization Act von 1973 durch die Bundesregierung finanziell und rechtlich gefördert. Sie sind der Prototyp einer Managed Care Organization (MCO), mittlerweile sind aber auch andere Managed Care Konzepte wie Preferred Provider Organizations (PPO) oder Provider Sponsored Organizations (PSO) in den USA weit verbreitet. Grundidee dieses Modells ist einerseits, dass Leistungserbringer im Gesundheitswesen (Ärzte, Physio-/Psycho-/Ergotherapien, Logopädien, Ernährungsberatung usw.) nicht für die Krankheit, sondern für die Gesundheit ihrer Klientel bezahlt werden, und andererseits, dass ein Leistungserbringer keine finanzielle Belohnung für ausufernde Diagnose- und Therapiemaßnahmen erhält.
Dies wird so realisiert, dass eine Gemeinschaft aus Klienten und Leistungserbringern (das können als Träger Ärzte, Gewerkschaften oder Konsumgenossenschaften sein) ein bestimmtes fixes Gesamtbudget hat, aus dem alle medizinischen Maßnahmen bezahlt werden. Der Leistungserbringer hat dadurch einen Sparanreiz, dass er einen Teil des nicht verbrauchten Rests des Budgets zusätzlich zu seinem Lohn erhält.
(Im Gegensatz dazu steigt im traditionellen Krankenkassensystem das Einkommen des Leistungserbringers umso mehr, je mehr Leistungen er erbringt, also je mehr Kosten er verursacht).

## Entwicklung und aktuelle Situation in den USA
HMOs wurden ursprünglich in den USA entwickelt. Im Gesundheitssystem der Vereinigten Staaten gibt es keine allgemeine Krankenversicherung (abgesehen von Medicaid für die Bedürftigen und Medicare für über 64-Jährige und Behinderte), sondern oft Versicherungslösungen zwischen Betrieben, deren Angestellten und einer Gruppe von Leistungserbringern. Die Idee, den Leistungserbringern ein festes Budget für die Behandlung aller Angestellten eines Betriebs zur Verfügung zu stellen ist so relativ einfach durchsetzbar. Dem Personal wird vor allem bei großen Firmen auch die Wahl zwischen verschiedenen HMOs (meistens drei) angeboten. Die Angestellten haben außerdem immer noch die Möglichkeit, bei Unzufriedenheit mit dem System zu einem anderen Arzt zu gehen, sie müssen dann aber selbst bezahlen.
Eine Health Maintenance Organization ist vertraglich verpflichtet ihre freiwilligen Mitglieder mit ambulanten, stationären und zum Teil zahnärztlichen Leistungen zu versorgen und hierfür den Versicherungsschutz zu übernehmen. Der monatliche Beitrag ist fix und unabhängig von der Inanspruchnahme der Leistungen. Selbstbeteiligung an den Kosten gibt es nur in Ausnahmefällen.
Im Jahr 2005 waren in den USA 69,2 Millionen Einwohner Mitglied einer privaten HMO (2004: 66,1 Mio., 2003: 71,8 Mio.). Die meisten HMO-Mitglieder leben im Bundesstaat Kalifornien (17,6 Mio.), gefolgt von New York (4,6), Florida (4,5) und Pennsylvania (3,7 Mio.). In Kalifornien waren 49,1 % der Bevölkerung HMO-Mitglied. Insgesamt gibt es in den USA 414 Health Maintenance Organizations.
Die größte HMO ist die Kaiser Permanente, welche in neun amerikanischen Bundesstaaten und im District of Columbia 8,4 Millionen HMO-Mitglieder, 134'000 Angestellte, 12'000 Ärzte, 30 medizinische Zentren und 431 Regional- und Lokalstellen umfasst. Von den 8,4 Millionen Mitgliedern wohnen 6,3 Millionen in Kalifornien. Der Jahresumsatz beträgt 34,4 Milliarden $ (2006).
Es konnten in den USA keine objektiv messbaren Unterschiede der Versorgungsqualität zwischen HMO's und traditionellen Arztpraxen gezeigt werden. Andererseits gibt es Untersuchungen, die zeigen, dass speziell ältere Menschen sich in HMOs subjektiv ärztlich schlechter betreut fühlen als solche mit einer individuellen herkömmlichen Krankenversicherung. Die Kosteneinsparung durch HMOs steht dagegen außer Frage.
Eine Gallupumfrage im Juni 2007 hat untersucht, wie viel Vertrauen die US-Amerikaner Vertrauen in die HMOs haben: 7 % sehr viel, 8 % viel, 39 % ziemlich viel, 38 % etwas Vertrauen; 4 % kein Vertrauen, 4 % keine Meinung. Die entsprechenden Werte für das Vertrauen in den US-Kongress:
4 % sehr viel, 10 % viel, 46 % ziemlich viel, 36 % etwas Vertrauen; 3 % kein Vertrauen, 1 % keine Meinung. Das höchste Vertrauen genießen das Militär, die KMUs, die Polizei, die Kirchen, die Banken, das Bundesgericht und die öffentlichen Schulen.
(Gallup Poll vom 11. bis 14. Juni 2007 bei 1007 Erwachsenen)

## Existierende Modelle in der Schweiz
In der Schweiz existieren seit 1990 HMO-Praxen. Da die Schweiz zwar ebenfalls ein privatwirtschaftlich organisiertes Gesundheitssystem hat, aber andererseits eine allgemeine Krankenversicherungspflicht mit strenger Reglementierung kennt, sind HMOs hier komplexere Gebilde als in den USA. Verschiedene Krankenkassen bieten HMO-Modelle an, keine davon in der ganzen Schweiz. Im Zentrum steht jeweils ein HMO-Zentrum, das Ärzte verschiedener Fachrichtungen und Therapeuten unter einem Dach versammelt. HMO-Versicherte sind verpflichtet, sich primär im HMO-Zentrum behandeln zu lassen. Ausnahmen sind Notfälle, Erkrankungen außerhalb des geografischen Tätigkeitsbereichs der HMO sowie oft Gynäkologie und Augenheilkunde.
Im Gegenzug erhalten diejenigen, die sich für eine solche HMO-Variante entscheiden, eine Krankenkassen-Prämienreduktion. Wenn ein Versicherter sich nicht an die Spielregeln hält und beispielsweise zu einem externen Arzt geht, kann die Versicherung die Übernahme der Kosten dieser Behandlung ganz oder teilweise verweigern.

### Organisation der HMO-Zentren
Die HMO-Zentren sind entweder Eigentum der Versicherung oder haben Verträge mit einem oder mehreren Krankenversicherern abgeschlossen. Ärzte und Therapeuten sind Angestellte oder Anteilseigner der HMO-Zentren mit Fixlohn und/oder Gewinn- und Verlustbeteiligung. Das Budget, das das HMO-Zentrum erhält, muss jedes Jahr neu ausgehandelt werden, und hängt von der Zahl und der Altersstruktur der Versicherten dieses Zentrums ab. Vom Budget müssen alle Kosten für die Versicherten bestritten werden, also beispielsweise auch Rechnungen externer Ärzte, Therapeuten oder von Krankenhäusern. Ein Ziel eines HMO-Zentrums ist daher, eine möglichst umfassende Betreuung mit wichtigen Fachrichtungen in der HMO selbst anzubieten, um die Zahl notwendiger externer Leistungen möglichst klein zu halten. Dies kommt wiederum dem Bedürfnis der Patienten entgegen, die eine ganzheitliche Behandlung „unter einem Dach“ erhalten.
Allerdings kann aus diesen Gründen ein HMO-Zentrum nur ab einer bestimmten Mindestzahl von angeschlossenen Versicherten funktionieren. HMOs sind deswegen auf Ballungsräume beschränkt.

### Aspekte des HMO-Konzepts
- Einschränkung der freien Arztwahl: Der HMO-Versicherte verpflichtet sich, sich im Normalfall nur durch Ärzte seiner HMO behandeln zu lassen oder durch externe (Fach-)ärzte, an die er aber von der HMO weiterverwiesen wurde. Der HMO-Arzt ist so ein „Gatekeeper“ bezüglich weiterer Ärzte, Krankenhausaufenthalte usw. Dadurch kennt er seine Patienten gut und kann die ganze Behandlungskette übersehen, steuern und kontrollieren.

- Gruppenpraxis: Neben gewissen Nachteilen (z. B. unpersönlichere Behandlung und schwerfälligere Organisation) hat eine Gruppenpraxis (auch außerhalb einer HMO) erhebliche Vorteile: Öffnungszeiten, Ferienvertretung, interne Fortbildung, interne Qualitätskontrolle durch Kollegen, bessere Auslastung von teuren Geräten, Anstellung von Fachpersonal (wie Physiotherapeutin, Psychologe, Gesundheitsschwester, Ernährungs-, Diabetesberaterin, Praxismanager, Informatikspezialist), Präventionskurse, stärkere Verhandlungsposition usw.

- Versichertenstruktur: Das HMO-Versicherungsmodell wird vorwiegend von jüngeren und gesunden Menschen gewählt. Dies ist aus Sicht der HMO-Zentren erfreulich (da diese Klientel ja wenig Kosten verursacht), aus Sicht der Krankenkasse aber ungünstig. Ihr entgehen Prämien, weil diese ja im HMO-System niedriger sind, sie spart aber keine Kosten (da diese Versicherten ja sowieso selten ärztliche Leistungen beziehen und darum kaum Einsparungspotential bieten). Die älteren und krankeren Menschen, die mehr Leistungen benötigen, bleiben dagegen eher im traditionellen Versicherungsmodell. Diesem fehlen die Prämienbeiträge der Gesunden, wodurch es seinerseits teurer wird. HMO ist damit ein Modell, das die Solidarisierungsidee des Krankenkassensystems unterläuft und zu einer schleichenden Desolidarisierung führt.

- Versorgungsqualität: Da die HMO-Zentren umso mehr Gewinn machen, je weniger Leistungen sie erbringen, besteht eine inhärente Versuchung, eigentlich notwendige Leistungen „einzusparen“. Es sind mehr oder weniger aufwändige Kontroll- und Qualitätssicherungsmaßnahmen notwendig, die das System bürokratisieren und verteuern. Da die Qualität einer einzelnen medizinischen Maßnahme nur schwer objektiv zu messen ist, ist es darüber hinaus auch gar nicht immer möglich zu beweisen, dass die teuren Qualitätssicherungsmaßnahmen überhaupt etwas bringen. Es gibt inzwischen Ansätze zu unabhängiger Qualitätszertifizierung (z. B. Equam), deren Wert und Wirksamkeit bisher wegen der zu kurzen Dauer ihrer Existenz noch nicht abzuschätzen ist.

- Zeithorizont: Das HMO-System basiert unter anderem auch auf der Idee, dass die HMO-Zentren präventive Maßnahmen fördern und so die Gesundheit ihrer Klientel verbessern (da sie ja davon profitieren, wenn ihre Versicherten gesund bleiben). Der Erfolg zeigt sich von Gesundheitsvorsorgemaßnahmen oft erst nach Jahren und Jahrzehnten (Raucherentwöhnung, gesunde Ernährung, Bewegungsförderung, Blutdruckeinstellung usw.), während das Budget des HMO-Zentrums kurzfristig und von Jahr zu Jahr im Lot sein muss. Einzelne Präventionsmaßnahmen lohnen sich kurzfristig somit eben doch nicht und werden darum tendenziell nur dann gefördert, wenn sie die Bilanz nicht verschlechtern, also nichts kosten oder wenn sie zum guten Image der HMO und damit zu mehr HMO-Versicherten beitragen (oder wenn die betreibende Krankenkasse einen ausreichend langen Atem hat, um Defizite der HMO-Zentren einige Jahrzehnte lang zu tolerieren).

- Hochrisiken: Schon wenige Patienten mit Erkrankungen, deren Behandlung sehr viel Geld kostet, könnten für eine HMO den finanziellen Untergang bedeuten. Deshalb sind für derartige unkalkulierbare Risiken Absicherungsmaßnahmen notwendig. Üblich sind beispielsweise Ausgleichsfonds zwischen verschiedenen HMO-Zentren oder Versicherungen beispielsweise beim Träger der HMO. Die Kalkulation einer solchen Absicherung ist allerdings alles andere als trivial und muss regelmäßig neu austariert werden. Für kleinere HMO-Zentren bleiben „teure“ Erkrankungen ein schwer kalkulierbares finanzielles Risiko.

### Bilanz
Auch nach 17 Jahren HMO in der Schweiz kann man keine klare Bilanz ziehen. Die oben umrissenen inhärenten Schwächen des Konzepts und die relativ geringe Akzeptanz in der Bevölkerung lassen einen größeren Erfolg in den nächsten Jahren eher unwahrscheinlich erscheinen.
Andererseits steigen die Krankenkassenprämien weiter, sodass der Beitritt zu einer billigeren HMO attraktiver wird. Dazu tragen auch Bemühungen verschiedener politischer Kräfte bei, welche Versicherungsmodelle mit Budgetverantwortung der Leistungserbringer (und damit auch HMOs) mit Gesetzesänderungen fördern möchten.
Am 1. Januar 2005 waren 119.000 Menschen in der Schweiz in HMOs krankenversichert (1. Januar 2000 = 100.000). Sie wurden von 121 HMO-Ärztinnen und Ärzten behandelt (1. Januar 2000 = 80).

## Verwandte Konzepte
- Gatekeeping: Patienten werden verpflichtet, bei Erkrankungen immer zuerst eine bestimmte Stelle aufzusuchen, die dann bei Bedarf weiterverweist. Diese Idee fand verschiedene Umsetzungen (Hausarztmodelle, Ambulanzmodelle, Triagestationen, telefonische Hotline usw.) und scheint auf mehr Akzeptanz zu stoßen als die reinen HMO-Modelle.

- HMOs mit Budgetverantwortung.

- Budgetverantwortung in Hausarztverein: Der Verein schließt spezielle Verträge mit den Krankenkassen, die eine Beteiligung an Gewinn und Verlust des darin eingeschlossenen Patientenkollektivs beinhalten. Dies übernimmt einen Teil der HMO-Idee.

- Preferred Provider Organizations (PPO). Einen Alternativtyp mit wachsendem Marktanteil bilden die Preferred Provider Organizations (PPO), die es den Patienten erlauben, auch zu Ärzten zu gehen, die nicht dem Netzwerk angehören.